# 고인배
고인배(1954년 9월 24일 ~ )는 대한민국의 배우이자 연출가이다.

## 출연작

### 영화
- 《집 이야기》 (2019년) - 부동산 중개인 역 (특별출연)
- 《블랙머니》 (2019년) - 송영무 역
- 《철원기행》 (2016년) - 교감선생님 역
- 《생생활활》 (2013년) - 밀러 역
- 《스파이 파파》 (2011년) - 대통령 역
- 《쉐어 더 비전》 (2011년) - 현민 투자사 사장 역
- 《이끼》 (2010년) - 교도소장 역
- 《여행자》 (2009년) - 신부님 역
- 《YMCA 야구단》 (2002년) - 광태 부 역
- 《피도 눈물도 없이》 (2002년) - 고 변호사 역
- 《휴머니스트》 (2001년) - 신부 역
- 《공동경비구역 JSA》 (2000년) - 리선혜 역
- 《죽거나 혹은 나쁘거나》 (2000년) - 담임 역
- 《심판》 (1999년) - 남편 역
- 《약속》 (1998년) - 양화남 역
- 《검으나 땅에 희나 백성》 (1997년) - 장님 역
- 《금홍아 금홍아》 (1995년) - 정지용 역
- 《김의 전쟁》 (1992년) - 기자 1 역
- 《이제 그 여자는 여기 살지 않는다》 (1990년) - 형사 역
- 《외출》 (1983년)
- 《어디서 무엇이 되어 다시 만나리》 (1977년)

### 뮤지컬
- 《한 여름밤의 악몽》 - 임황 / 고종 역

### 연극
- 《미저리》 - 버스터 역
- 《사랑별곡》 - 박씨 역[3]
- 《그놈을 잡아라》
- 《그 여자 사람잡네》 - 신부 역
- 《하이옌》 - 오반장 역
- 《현자 나탄》
- 《성호가든》 - 직업소개소 사장 역
- 《레미제라블》 - 자베르 역
- 《수상한 궁녀》 - 임금 역
- 《고곤의 선물》 - 쟈비스 역
- 《내가 까마귀였을 때》
- 《마누래 꽃동산》 - 박씨 역
- 《쟈쟈 바냐》 - 쎄라브랴코프 교수 역
- 《패밀리!빼밀리?》

## 수상
- 2006년 제26회 올해의 최우수예술가 연극부문